# Mandarin Oriental, Las Vegas
Mandarin Oriental – superluksusowy hotel, położony w kompleksie CityCenter przy ulicy Las Vegas Strip w Paradise, w stanie Nevada. Obiekt jest własnością MGM Resorts International i Infinity World Development, zaś jego operatorem pozostaje Mandarin Oriental Hotel Group. Wystrój hotelu, zgodnie z nazwą, nawiązuje do Dalekiego Wschodu. 
W skład Mandarin Oriental, poza 392 apartamentami hotelowymi, wchodzą Residences at Mandarin Oriental, czyli 225 rezydencji mieszkalnych z prywatnym lobby i klubem nocnym, położonych na najwyższych piętrach wieży. Budynek dysponuje 8–piętrowym parkingiem podziemnym; goście mogą również korzystać z jednego, wyznaczonego poziomu parkingu położonego pod Crystals. W Mandarin Oriental znajduje się ponadto dwupiętrowe spa z 17 pokojami i strefami relaksacyjnymi z widokiem na Las Vegas Boulevard, a także pięć restauracji.
Mandarin Oriental wyróżniony został nagrodą pięciu diamentów AAA.

## Historia
Mandarin Oriental został zaprojektowany przez architektów Kohn Pedersen Fox, natomiast za wystrój wnętrz odpowiadały firmy Kay Lang & Associates oraz Page & Steele. 20 listopada 2009 roku hotel otrzymał certyfikat LEED Gold, wyróżniający budynki dbające o środowisko.
Oficjalne otwarcie Mandarin Oriental nastąpiło 5 grudnia 2009 roku.
W grudniu 2009 roku, w Mandarin Oriental otwarta została restauracja Twist, prowadzona przez Pierre'a Gagnaire'a, francuskiego szefa kuchni i jednocześnie zdobywcę trzech gwiazdek Michelina.

## Galeria

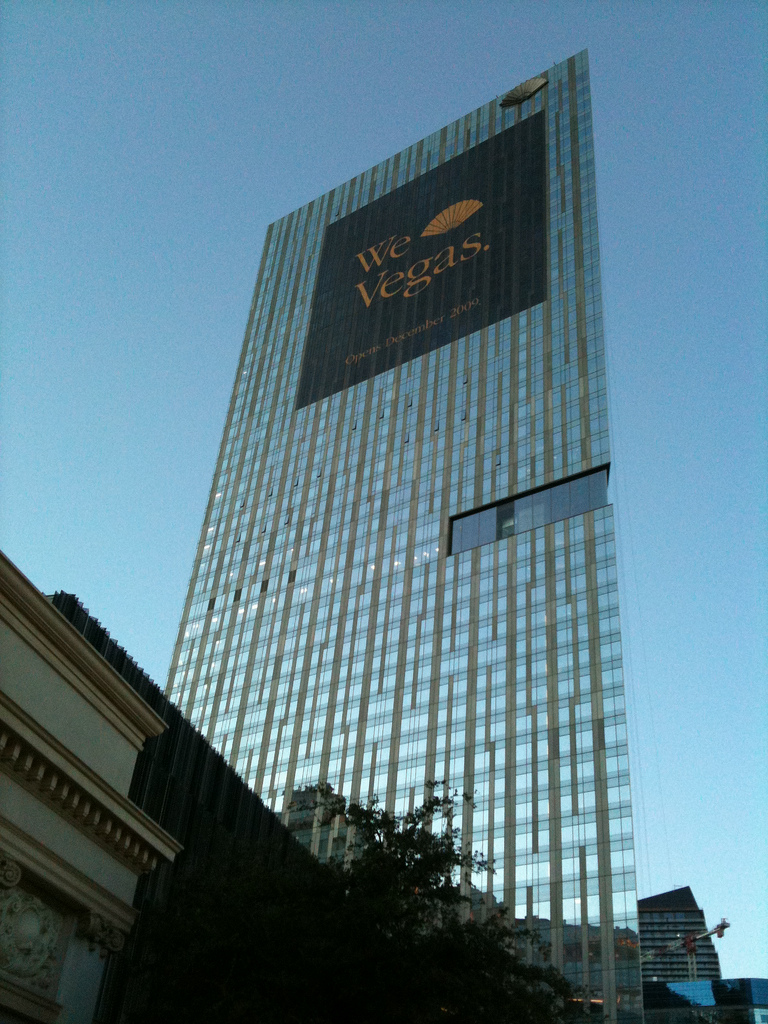
Hotel tuż przed wielkim otwarciem w listopadzie 2009 roku
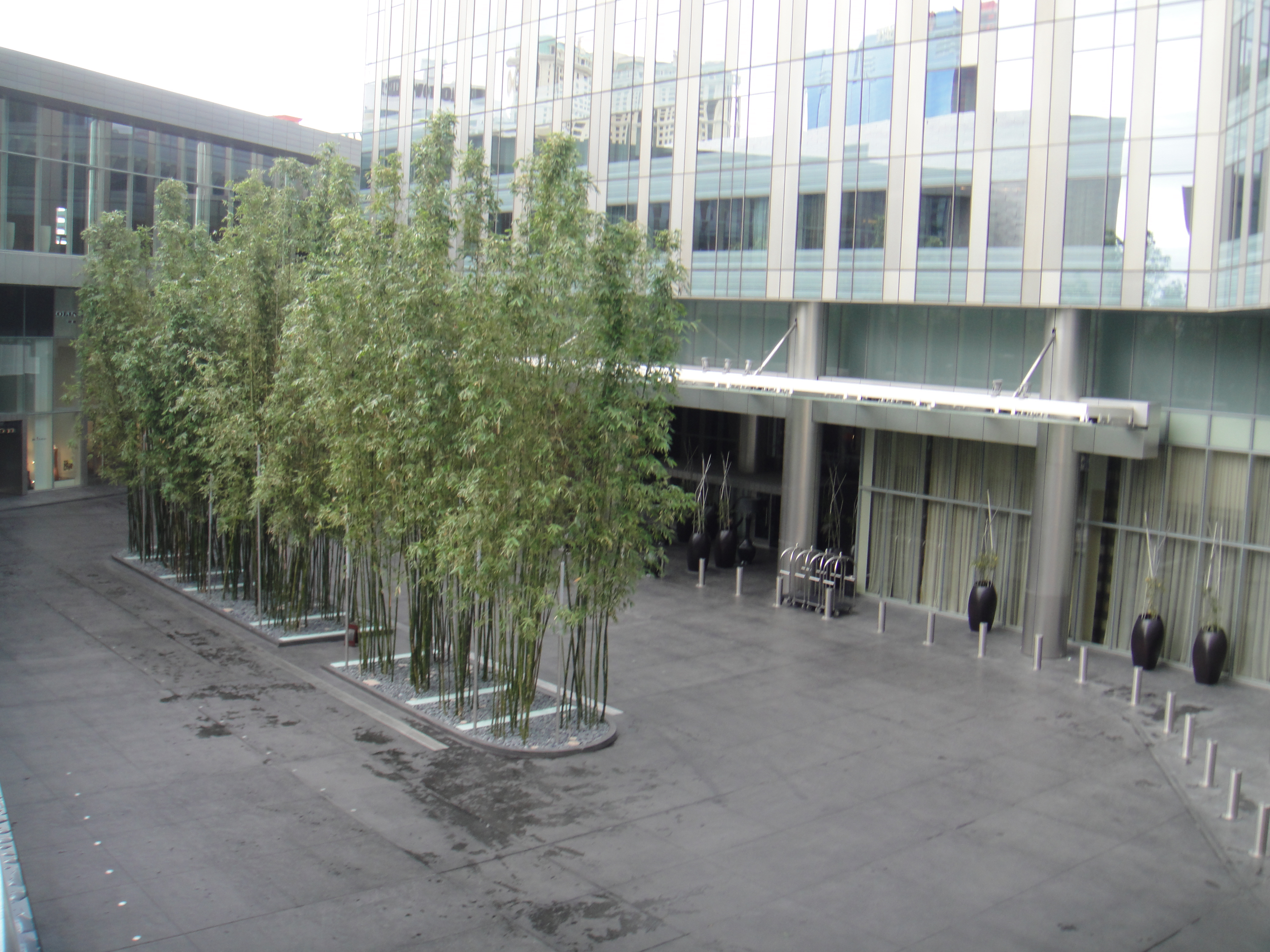
Jedno z wejść do hotelu
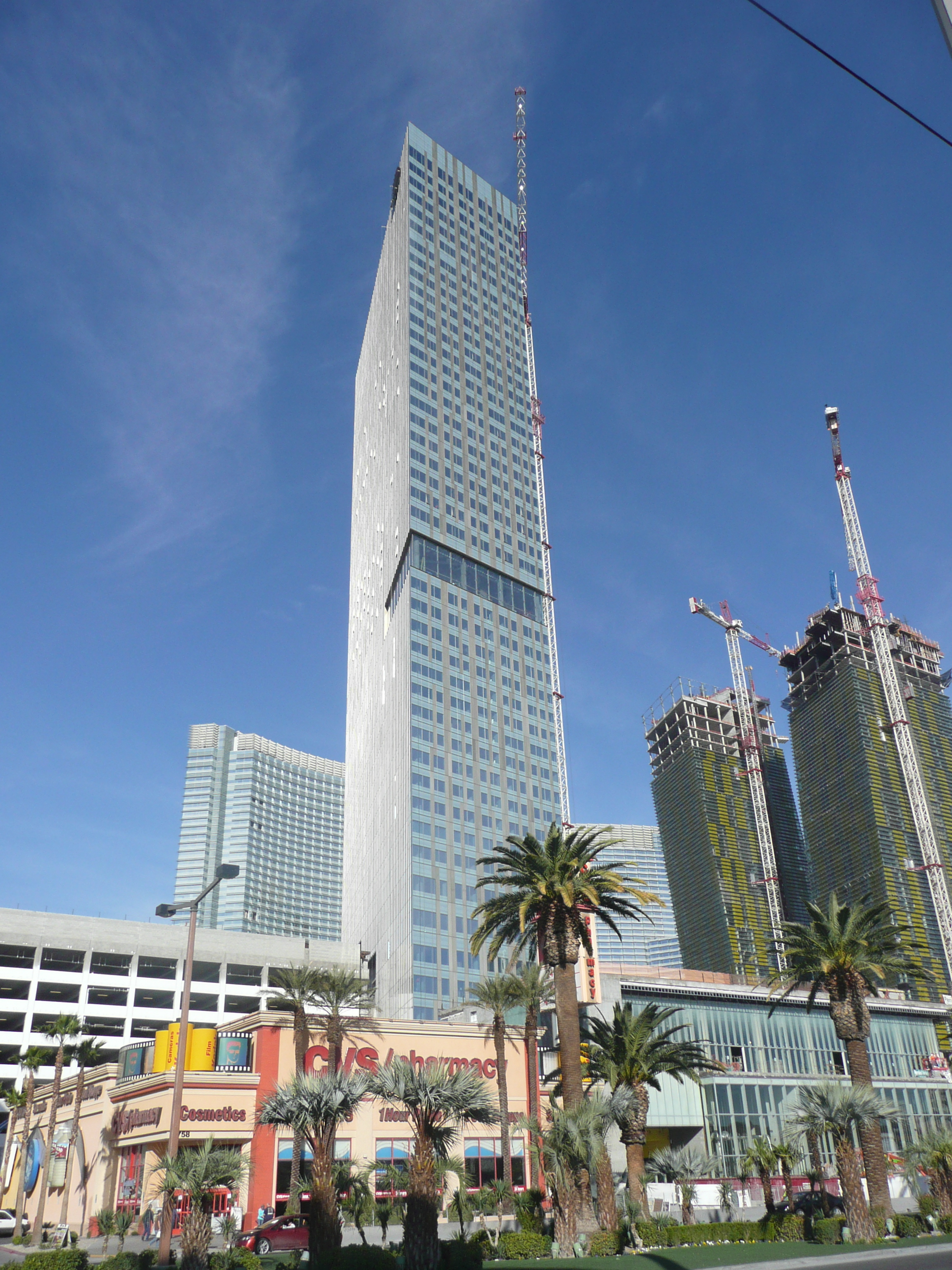
Hotel w trakcie konstrukcji w lutym 2009 roku
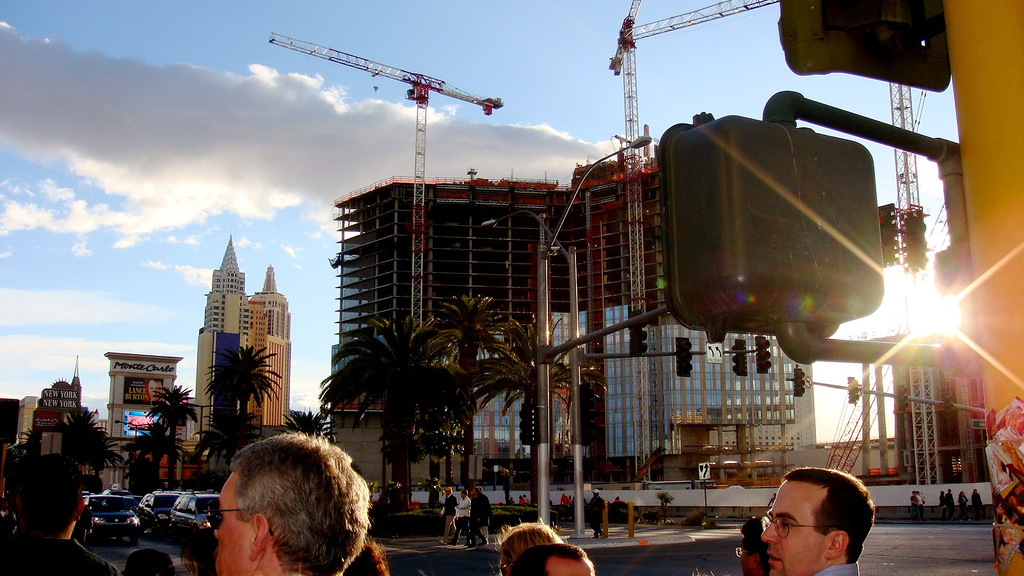
Hotel w trakcie konstrukcji w styczniu 2008 roku
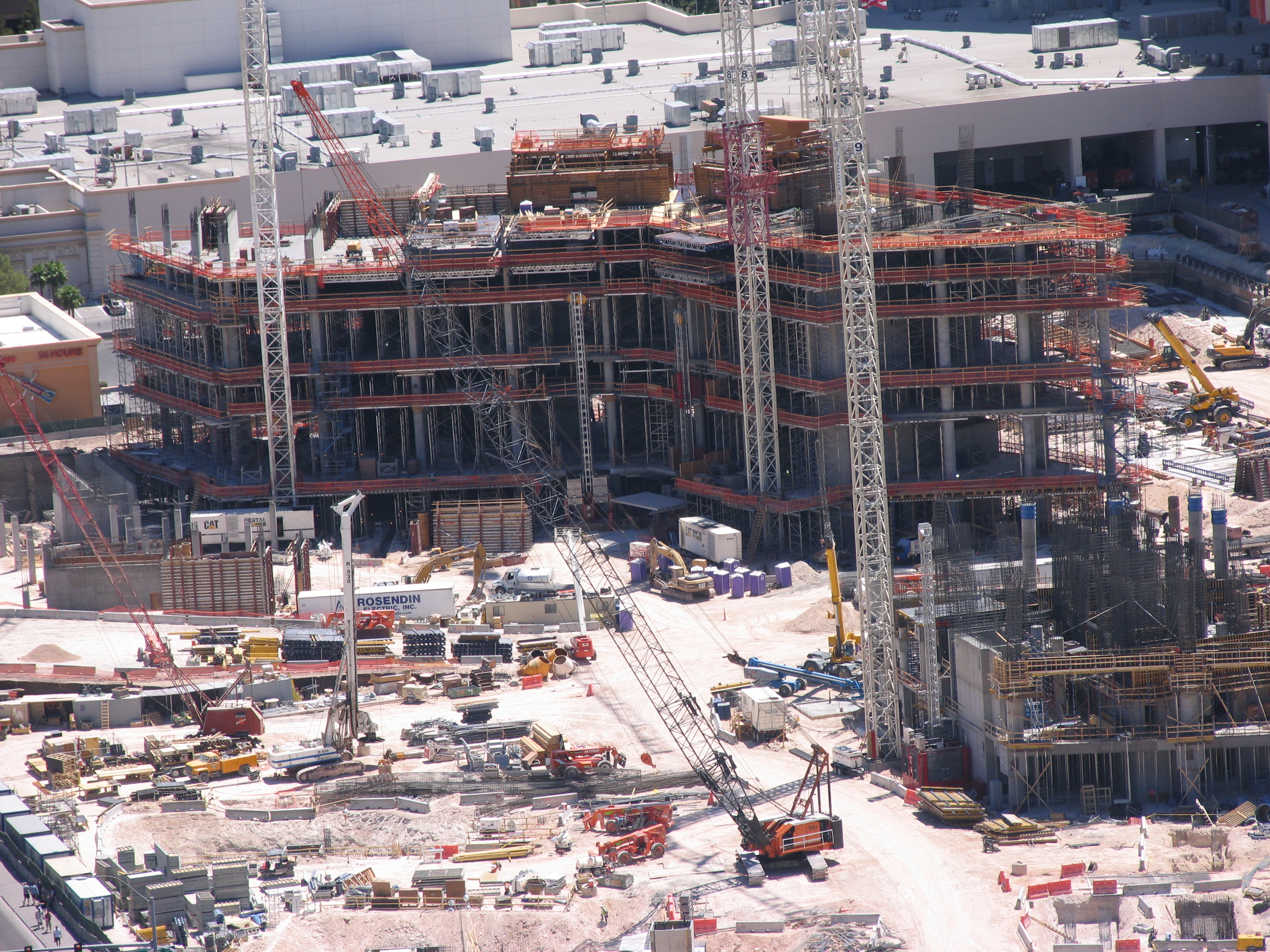
Hotel w trakcie konstrukcji w czerwcu 2007 roku